# Tabliczka woskowa

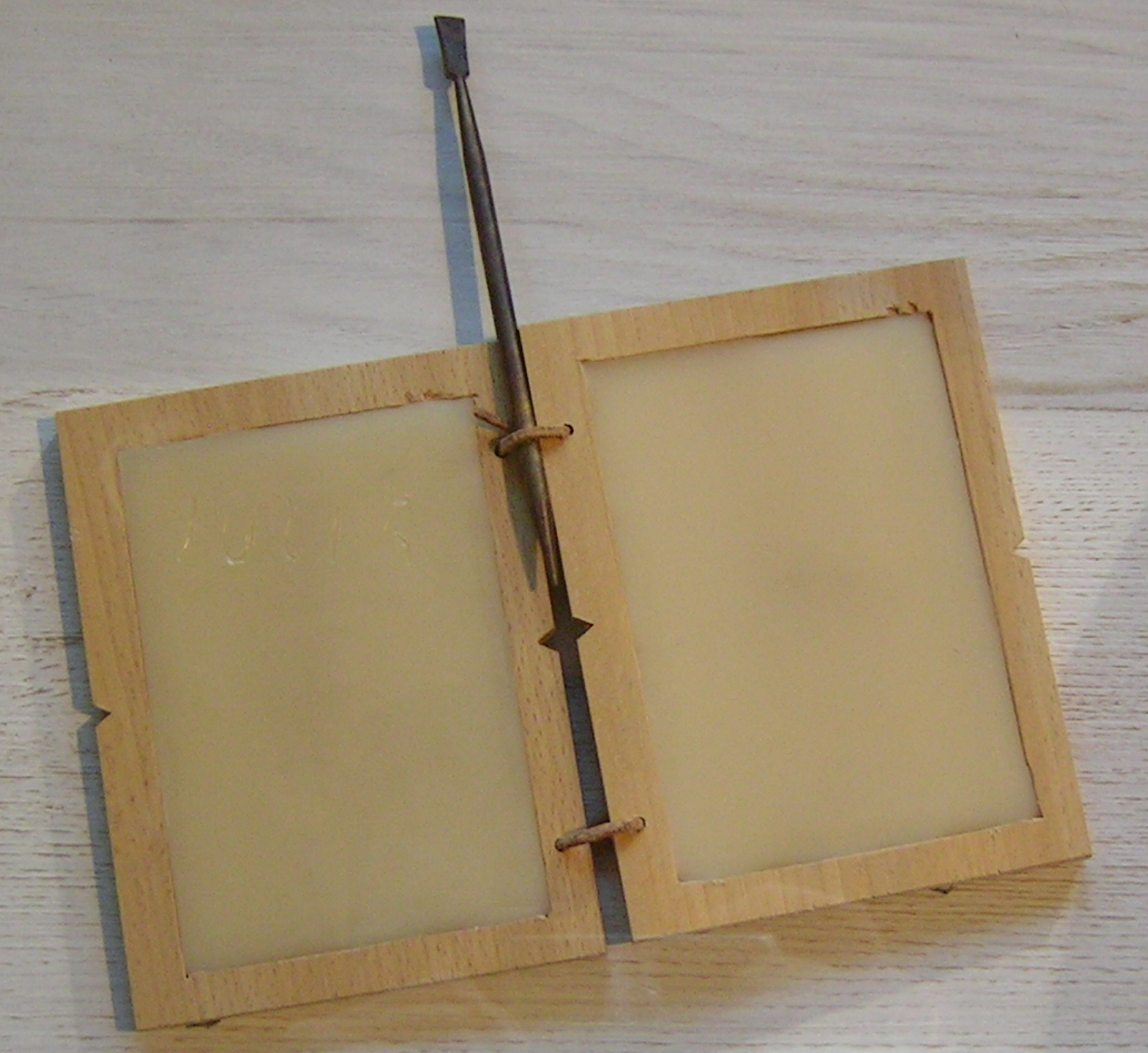
Rzymska tabula (tabliczka woskowa) z rysikiem

Tabliczka woskowa - tabliczka z drewna pokrytego po jednej stronie warstwą wosku pisarskiego, na którym zapisywano rylcem; używana od starożytności do pisania lub rysowania. 

## Historia
Tabliczki woskowe były wytworem kultury starożytnego Bliskiego Wschodu. Używano ich już w XV w. p.n.e., a być może nawet wcześniej. W okresie późniejszym były bardzo popularne w Grecji i Cesarstwie Rzymskim. Powszechnie używano ich w administracji, skarbowości i sądownictwie, spisywano na nich rachunki i różnego rodzaju rejestry. Służyły także do korespondencji (po zamazaniu warstwy wosku umieszczano na tej samej tabliczce odpowiedź zwrotną), jako osobiste notatniki, w szkołach – do nauki pisania i liczenia, a także do zapisu utworów literackich. Tabliczki woskowe były popularnym, powszechnie stosowanym materiałem pisarskim w starożytności i średniowieczu.
Obok dokumentów – podstawowej formy dokumentowania działalności kancelarii w XIII w., a zwłaszcza w XIV w. – gromadzono również notatki mające na celu zapisanie załatwianych spraw finansowych, sądowych i administracyjnych. Nie posiadały one jednak samodzielnego waloru prawnego, jaki miał dokument. Pergamin był materiałem pisarskim bardzo drogim. Znane jest posługiwanie się w tym celu tabliczkami woskowymi, na których treść takich zapisów można było zmienić w miarę ich dezaktualizowania się.

## Tabliczki toruńskie
Archiwum Państwowe w Toruniu przechowuje unikatowy zbiór 16 poliptyków liczących 127 tabliczek woskowych. W Toruniu tabliczki woskowe używane były w administracji miejskiej jako księgi od II połowy XIII w. do około 1530 r. Są to deseczki drewniane, wydrążone i wypełnione woskiem, spięte paskami skóry. Okładki mają często roślinny i zoomorficzny ornament romański. Zapisów dokonywali najpewniej sekretarze miejscy lub pisarze. Na wosku pisano rozgrzanym rylcem wykonanym przeważnie z twardych, ostro zakończonych metali, z drewna albo kości z łagodną końcówką. Tej samej strony tabliczki można było użyć wielokrotnie – wystarczyło zatrzeć tekst wcześniejszy. Do zamazywania lub usuwania tekstu używano rylców zakończonych szeroką łopatką. Deseczki związywano od strony grzbietów rzemieniem, dodając okładki i spinając całość jednym lub dwoma paskami skóry. Wewnątrz poliptyków na rogach deseczek znajdują się przyklejone warstwą wosku karteczki papieru, które miały chronić wosk przed zatarciem. Teksty dotyczą opłat czynszowych w Toruniu, stanowią cenne źródło do badań gospodarki i kultury mieszczańskiej tego czasu. 
Treść tabliczek toruńskich jest znana. Zostały one odczytane i wydane drukiem przez Karola Górskiego i Witolda Szczuczko. Zapisy są wielowarstwowe, dotyczą głównie finansów miejskich i dotyczą wszelkiego rodzaju transakcji zawieranych przez mieszczan, a więc czynszów od urządzeń targowych i przemysłowych, gruntów i rent różnego rodzaju. Są też rozliczenia wzajemnych zobowiązań i różne formy spłaty długów. Zapisywano także wilkierze i uchwały rady miejskiej.

## Tabliczki woskowe w innych miejscach
Do dziś w Europie i na świecie ocalało niewiele tabliczek. Szczególnie mało zachowało się tabliczek z kancelarii miejskich. W Polsce największy poza Toruniem zbiór przechowywany jest w Gdańsku, obejmuje 4 poliptyki złożone z 36 tabliczek. Tabliczkami takimi posługiwano się prawdopodobnie także w Poznaniu, o czym świadczy rylec znaleziony przez archeologów na Ostrowie Tumskim. Największy zbiór 6 poliptyków w Niemczech znajduje się w Lipsku. Kolekcja toruńska jest natomiast największym na świecie zbiorem pochodzącym z jednej kancelarii miejskiej. Według historyków sztuki najstarsza część tabliczek toruńskich została wykonana i ozdobiona ornamentem w warsztatach w Lubece lub w miastach pobliskich w II połowie XIII w.